# Selva Fitzpatrick
La selva Fitzpatrick es un área silvestre que se encuentra en el bosque Nacional Shoshone, en el estado de Wyoming, Estados Unidos. La selva fue originalmente conocida como la Zona Primitiva Glaciar, pero fue rebautizado como una selva en 1976.
Las áreas selváticas de los Estados Unidos no permiten vehículos motorizados y mecanizados, incluidas las bicicletas. Aunque acampar y pescar son permitidos con un permiso adecuado, no hay carreteras o edificios de por medio, tampoco hay tala de árboles o una minería, en cumplimiento de la Ley de Áreas Silvestres creada en 1964. Esta ley fue creada para preservar las áreas silvestres designándolas como bosques naciónales. Las áreas silvestres en los bosques nacionales y la Oficina de Manejo de Tierras si permiten la caza en temporada.
La selva se encuentra protegida por el Servicio Forestal de los Estados Unidos.